# چارلز سی راگن
چارلز سی راگن (انگلیسی: Charles C. Ragin؛ زادهٔ ۱ ژانویهٔ ۱۹۵۰) جامعه‌شناس و از دانش‌آموختگان دانشگاه کارولینای شمالی در چپل هیل است.

## زندگی
راگن در سال ۱۹۵۲ متولد شد، راگن با لیسانس هنرهای جامعه‌شناسی از دانشگاه تگزاس در آستین در مه ۱۹۷۲ فارغ‌التحصیل شد. وی درجه دکترای فلسفه (دکترا) خود را در جامعه‌شناسی از دانشگاه کارولینای شمالی در چاپل هیل در ۲۲ سالگی در ۱۹۷۵ به پایان رساند.
پس از اتمام دوره دکتری، راگن به دانشکده دانشگاه ایندیانا بلومینگتون پیوست. وی در سال ۱۹۸۱ دانشگاه ایندیانا را ترک کرد. وی از سال ۱۹۸۱ تا ۲۰۰۱ در دانشکده دانشگاه شمال غربی کار کرد. وی همچنین از سال ۱۹۹۸ تا ۲۰۰۱ استاد دانشگاه اسلو در نروژ بود. از سال ۲۰۰۱ تا ۲۰۱۲، استاد جامعه‌شناسی و سیاسی دانشکده دانشگاه آریزونا بود. وی در سال ۲۰۱۲ مقام خود را به عنوان استاد تمام در دانشگاه کالیفرنیا، ایروین شروع کرد.